# Nati nel 1941/Marzo
| Questa pagina contiene informazioni ricavate automaticamente dalle voci biografiche con l'ausilio del template Bio e di un bot. L'aggiornamento è periodico e automatico e ricostruisce completamente la pagina. Se manca una persona in questa lista, sei pregato di non aggiungerla, ma accertati piuttosto che la sua voce biografica contenga il template Bio e che i dati anagrafici siano correttamente compilati. Se il template Bio manca, inseriscilo tu stesso o, in alternativa, metti l'avviso {{tmp\|Bio}} che ne segnala la mancanza. Se i dati riportati sono sbagliati, correggi direttamente la voce biografica; le modifiche saranno visibili in questa lista entro pochi giorni. Per chiarimenti vedi il progetto biografie. La lista contiene solo le 229 persone che sono citate nell'enciclopedia e per le quali è stato implementato correttamente il template Bio. Pagina aggiornata al 26 lug 2025. |

- 1º marzo - László Felkai, pallanuotista e nuotatore ungherese († 2014)
- 1º marzo - Armand Forcherio, allenatore di calcio e ex calciatore monegasco
- 1º marzo - Martin H. Greenberg, curatore editoriale statunitense († 2011)
- 1º marzo - Robert Hass, poeta e traduttore statunitense
- 1º marzo - Hans Lagerwall, schermidore svedese († 2022)
- 1º marzo - Stefano Piano, indologo e storico delle religioni italiano
- 1º marzo - Maaja Ranniku, scacchista estone († 2004)
- 1º marzo - Warwick Rimmer, allenatore di calcio e ex calciatore inglese
- 1º marzo - Jeff Slade, cestista statunitense († 2012)
- 1º marzo - Slobodan Štambuk, vescovo cattolico croato († 2023)
- 1º marzo - Donnie Walsh, ex cestista, allenatore di pallacanestro e dirigente sportivo statunitense
- 2 marzo - Miguel Arellano, cestista messicano († 2021)
- 2 marzo - Philippe Carles, giornalista, critico musicale e produttore discografico francese († 2023)
- 2 marzo - Bert Jacobs, allenatore di calcio olandese († 1999)
- 2 marzo - Giuseppe O. Longo, informatico e scrittore italiano
- 2 marzo - Gabriella Mondardini, antropologa italiana († 2014)
- 2 marzo - Giandomenico Ongaro, cestista e allenatore di pallacanestro italiano († 2022)
- 2 marzo - Mario Sbriccoli, storico italiano († 2005)
- 2 marzo - Giancarlo Serafini, politico italiano
- 2 marzo - Red Stroud, cestista e allenatore di pallacanestro statunitense († 2008)
- 2 marzo - Ángel Viñas, economista, storico e diplomatico spagnolo
- 3 marzo - Manfred Geisler, ex calciatore tedesco orientale
- 3 marzo - Ivo Ghezze, hockeista su ghiaccio italiano († 1993)
- 3 marzo - André Guy, ex calciatore francese
- 3 marzo - Jutta Hoffmann, attrice tedesca
- 3 marzo - Piero Meldini, scrittore e saggista italiano
- 3 marzo - Vlado Milunić, architetto ceco († 2022)
- 3 marzo - John Thomas, altista statunitense († 2013)
- 4 marzo - John Aprea, attore statunitense († 2024)
- 4 marzo - David Darling, violoncellista e compositore statunitense († 2021)
- 4 marzo - Adrian Lyne, regista britannico
- 4 marzo - Lea Melandri, giornalista, attivista e saggista italiana
- 5 marzo - José Luis Arilla, ex tennista spagnolo
- 5 marzo - Alain Boublil, paroliere e librettista francese
- 5 marzo - Angelo Cagnone, pittore italiano
- 5 marzo - Gianni Celano Giannici, pittore e ceramista italiano († 2020)
- 5 marzo - Don Sherwood, politico statunitense
- 6 marzo - Peter Brötzmann, sassofonista e clarinettista tedesco († 2023)
- 6 marzo - Gabriel De Michèle, ex calciatore francese
- 6 marzo - Karl Geiger, velista austriaco
- 6 marzo - Carlos Giménez, fumettista spagnolo
- 6 marzo - Kálmán Ihász, calciatore ungherese († 2019)
- 6 marzo - Karyn Kupcinet, attrice statunitense († 1963)
- 6 marzo - Palle Mikkelborg, trombettista, compositore e arrangiatore danese
- 6 marzo - Ferdinando Scarfiotti, scenografo italiano († 1994)
- 6 marzo - Marilyn Strathern, antropologa britannica
- 6 marzo - George P. Wilbur, attore e stuntman statunitense († 2023)
- 7 marzo - Ralph Bryans, pilota motociclistico britannico († 2014)
- 7 marzo - Mara Cruz, attrice spagnola
- 7 marzo - Helmut Hauser, ex calciatore tedesco
- 7 marzo - John C. Malone, dirigente d'azienda e imprenditore statunitense
- 7 marzo - Graham Moore, calciatore gallese († 2016)
- 7 marzo - Roger Paul Morin, vescovo cattolico statunitense († 2019)
- 7 marzo - Piers Paul Read, scrittore britannico
- 7 marzo - Joseph Schleifstein, superstite dell'Olocausto polacco
- 7 marzo - Peter Schuster, chimico austriaco
- 8 marzo - Franco D'Andrea, pianista italiano
- 8 marzo - Bobby Joe Edmonds, cestista statunitense († 1991)
- 8 marzo - Betty Faria, attrice, danzatrice e showgirl brasiliana
- 8 marzo - Terje Kristoffersen, ex calciatore norvegese
- 8 marzo - Alan Lowenthal, politico statunitense
- 8 marzo - Andrej Aleksandrovič Mironov, attore sovietico († 1987)
- 8 marzo - Aleksej Mišin, ex pattinatore artistico su ghiaccio e allenatore di pattinaggio su ghiaccio sovietico
- 8 marzo - Wilfrid Fox Napier, cardinale e arcivescovo cattolico sudafricano
- 8 marzo - Carlo Orsi, fotografo italiano († 2021)
- 8 marzo - Palito Ortega, cantautore argentino
- 8 marzo - Renzo Rinaldi, attore italiano († 2004)
- 8 marzo - Fausto Gabriel Trávez Trávez, arcivescovo cattolico ecuadoriano
- 9 marzo - Walter Albini, stilista italiano († 1983)
- 9 marzo - Paolo Curto, fotografo italiano
- 9 marzo - Andy Lochhead, calciatore scozzese († 2022)
- 9 marzo - Tsutomu Shibayama, regista, sceneggiatore e animatore giapponese
- 9 marzo - Hans Stimmann, architetto e urbanista tedesco
- 9 marzo - Trish Van Devere, attrice statunitense
- 10 marzo - Leonard Adamov, calciatore sovietico († 1977)
- 10 marzo - Francesco Di Benedetto, allenatore di calcio italiano († 2021)
- 10 marzo - Luba Lisa, attrice, cantante e ballerina statunitense († 1972)
- 10 marzo - Teodor Meleșcanu, politico e diplomatico rumeno
- 10 marzo - George Pieczenik Smith, biochimico statunitense
- 10 marzo - Kazuo Tokumitsu, conduttore radiofonico e conduttore televisivo giapponese
- 10 marzo - Martin Van Den Bossche, ex ciclista su strada belga
- 11 marzo - Remo Golfarini, ex pugile italiano
- 11 marzo - Gilbert Perrucconi, ex calciatore italiano
- 11 marzo - Cochi Ponzoni, comico, cabarettista e cantante italiano
- 11 marzo - David Provan, allenatore di calcio e calciatore scozzese († 2016)
- 11 marzo - Giancarlo Rostirolla, musicologo italiano
- 12 marzo - Earl Ball, tastierista, cantante e attore statunitense
- 12 marzo - Claudio Correnti, dirigente sportivo e ex calciatore italiano
- 12 marzo - Rocco Curcio, politico italiano
- 12 marzo - Claude Quittet, ex calciatore francese
- 12 marzo - Josip Skoblar, allenatore di calcio e ex calciatore croato
- 12 marzo - Andrej Sergeevič Smirnov, attore e regista russo
- 13 marzo - John Clark, calciatore e allenatore di calcio scozzese († 2025)
- 13 marzo - Charo Cofré, cantautrice cilena
- 13 marzo - Mahmoud Darwish, poeta, scrittore e giornalista palestinese († 2008)
- 13 marzo - Giuseppe Doppio, politico italiano
- 13 marzo - Graziella Granata, attrice italiana
- 13 marzo - Cees Lute, ciclista su strada olandese († 2022)
- 13 marzo - Lee Moses, cantautore, chitarrista e polistrumentista statunitense († 1998)
- 14 marzo - Michael Berry, fisico e matematico britannico
- 14 marzo - Giuseppe Cusatelli, architetto italiano
- 14 marzo - Giorgio Devoto, editore italiano
- 14 marzo - Ira Harge, ex cestista statunitense
- 14 marzo - Lorie Lindahl, cestista e allenatrice di pallacanestro statunitense († 2005)
- 14 marzo - Bruno Mazzia, allenatore di calcio e ex calciatore italiano
- 14 marzo - Wolfgang Petersen, regista e sceneggiatore tedesco († 2022)
- 15 marzo - Marc Fiorini, attore italiano
- 15 marzo - Raffaele Guariniello, magistrato e giurista italiano
- 15 marzo - Klaus Kobusch, pistard tedesco († 2025)
- 15 marzo - Jean-Louis Lafosse, pilota automobilistico francese († 1981)
- 15 marzo - Franco Lavoratori, pallanuotista italiano († 2006)
- 15 marzo - Mike Love, cantante, cantautore e paroliere statunitense
- 15 marzo - GianCarlo Montebello, designer e editore italiano († 2020)
- 15 marzo - Fazalur Rehman, hockeista su prato pakistano († 2023)
- 15 marzo - Andy Smillie, ex calciatore inglese
- 16 marzo - Bernardo Bertolucci, regista, sceneggiatore e produttore cinematografico italiano († 2018)
- 16 marzo - Rudolf Cejka, calciatore austriaco († 1990)
- 16 marzo - Carlo Chiappano, ciclista su strada e dirigente sportivo italiano († 1982)
- 16 marzo - Robert Guéï, politico e militare ivoriano († 2002)
- 16 marzo - Gyula O. H. Katona, matematico ungherese
- 16 marzo - Giuseppe Nisticò, politico e farmacologo italiano
- 16 marzo - Chuck Woolery, conduttore televisivo, cantante e attore statunitense († 2024)
- 17 marzo - Harry Burrows, ex calciatore inglese
- 17 marzo - Paul Kantner, chitarrista e cantante statunitense († 2016)
- 17 marzo - Max Stafford-Clark, regista teatrale e direttore artistico inglese
- 17 marzo - Vittorio Vidotto, storico italiano († 2024)
- 18 marzo - David Dias Pimentel, vescovo cattolico portoghese († 2021)
- 18 marzo - Stefan Jarl, regista svedese
- 18 marzo - Frank McRae, attore e giocatore di football americano statunitense († 2021)
- 18 marzo - Wilson Pickett, cantautore statunitense († 2006)
- 19 marzo - Paolo Caucci von Saucken, storico e saggista italiano
- 19 marzo - Florence Delay, scrittrice e attrice francese († 2025)
- 19 marzo - Virgil Măgureanu, sociologo rumeno
- 19 marzo - Ole Nydahl, scrittore danese
- 19 marzo - Tommi Piper, attore, doppiatore e cantante tedesco
- 19 marzo - Enzo Restuccia, batterista italiano († 2021)
- 19 marzo - Karl Schuhmann, filosofo tedesco († 2003)
- 19 marzo - Samuel Vestey, III barone Vestey, nobile e filantropo inglese († 2021)
- 20 marzo - Kenji Kimihara, ex maratoneta giapponese
- 20 marzo - Gianfranco Lombardi, cestista e allenatore di pallacanestro italiano († 2021)
- 20 marzo - Miguel Perrichon, ex calciatore argentino
- 20 marzo - Alfredo Pesenti, ex calciatore italiano
- 20 marzo - Bob Warlick, cestista statunitense († 2005)
- 21 marzo - Fausto Cercignani, filologo, critico letterario e poeta italiano
- 21 marzo - Dirk Frimout, ex astronauta e astrofisico belga
- 21 marzo - Valerij Jakovlevič Lonskoj, regista sovietico († 2021)
- 21 marzo - Václav Mašek, ex calciatore cecoslovacco
- 21 marzo - Mauro Pesce, biblista e storico delle religioni italiano
- 21 marzo - Boris Popov, ex pallanuotista e allenatore di pallanuoto sovietico
- 22 marzo - Galeazzo Bello, ex calciatore italiano
- 22 marzo - Billy Collins, poeta, anglista e insegnante statunitense
- 22 marzo - Yanko Daučík, calciatore cecoslovacco († 2017)
- 22 marzo - Bruno Ganz, attore svizzero († 2019)
- 22 marzo - James Giffen, dirigente d'azienda statunitense († 2022)
- 22 marzo - Claudio Petruccioli, politico e giornalista italiano
- 22 marzo - Alide Maria Salvetta, soprano italiano († 1991)
- 22 marzo - Karel Urbánek, politico ceco
- 22 marzo - Cassam Uteem, politico mauriziano
- 24 marzo - Cinzia, cantante italiana († 2022)
- 24 marzo - Pasquale Diglio, politico italiano
- 24 marzo - Michael Masser, compositore e produttore discografico statunitense († 2015)
- 24 marzo - Mauricio Ocampo, ex nuotatore messicano
- 24 marzo - Giovanni Perari, politico italiano († 1987)
- 25 marzo - Erhard Busek, politico austriaco († 2022)
- 25 marzo - Lucretia Love, attrice statunitense († 2019)
- 25 marzo - Renzo Melani, dirigente sportivo, allenatore di calcio e calciatore italiano
- 25 marzo - Alphonse Poaty-Souchlaty, politico della Repubblica del Congo († 2024)
- 25 marzo - Gerd Poppe, politico tedesco († 2025)
- 25 marzo - Jacques Simon, calciatore francese († 2017)
- 25 marzo - Michael Wright, ex ciclista su strada britannico
- 26 marzo - Enrico Barisone, militare italiano († 2014)
- 26 marzo - Vladimir Belinskij, fisico russo
- 26 marzo - Richard Dawkins, etologo, biologo e divulgatore scientifico britannico
- 26 marzo - Lella Lombardi, pilota automobilistica italiana († 1992)
- 26 marzo - José Edison Mandarino, ex tennista brasiliano
- 26 marzo - Anđelo Milevoj, ex calciatore croato
- 26 marzo - Wojciech Młynarski, poeta, regista e compositore polacco († 2017)
- 26 marzo - Gianni Picchi, attore teatrale e conduttore televisivo italiano († 2015)
- 26 marzo - Senja Pusula, ex fondista finlandese
- 27 marzo - Oscar Fernandes, politico indiano († 2021)
- 27 marzo - Ivan Gašparovič, politico, giurista e docente slovacco
- 27 marzo - Ulisse Gualtieri, ex calciatore italiano
- 27 marzo - Masako Kondō, ex pallavolista giapponese
- 27 marzo - Antonina Lazareva, ex altista sovietica
- 27 marzo - Liese Prokop, multiplista e politica austriaca († 2006)
- 27 marzo - Antònia Vicens i Picornell, scrittrice spagnola
- 27 marzo - Vincenzo Viti, politico italiano
- 28 marzo - Walter van den Broeck, scrittore e drammaturgo belga († 2024)
- 28 marzo - Alf Clausen, compositore statunitense († 2025)
- 28 marzo - Rodolphe Ghiglione, psicologo francese († 1999)
- 28 marzo - Nicola Martinucci, tenore italiano
- 28 marzo - Jeffrey Moussaieff Masson, psicoanalista e scrittore statunitense
- 28 marzo - Charlie McCoy, armonicista e chitarrista statunitense
- 28 marzo - Jaime Pardo Leal, politico, avvocato e sindacalista colombiano († 1987)
- 28 marzo - Franco Sorrenti, musicista e chitarrista italiano († 2002)
- 28 marzo - H. Eugene Stanley, fisico statunitense
- 28 marzo - Jim Turner, giocatore di football americano statunitense († 2023)
- 28 marzo - Johnny Watkiss, ex calciatore australiano
- 28 marzo - Rolf Zacher, attore tedesco († 2018)
- 29 marzo - Gilberto Bonalumi, politico e giornalista italiano
- 29 marzo - Renato Corsetti, linguista e esperantista italiano († 2025)
- 29 marzo - Julio César Cortés, allenatore di calcio e calciatore uruguaiano († 2025)
- 29 marzo - Adriano De Maio, ingegnere italiano
- 29 marzo - James Hansen, astrofisico e climatologo statunitense
- 29 marzo - Elisa Pozza Tasca, ex politica italiana
- 29 marzo - James Reveal, botanico statunitense († 2015)
- 29 marzo - Ayano Shibuki, pallavolista giapponese
- 29 marzo - Joseph Hooton Taylor, fisico statunitense
- 29 marzo - Grazia Volpi, produttrice cinematografica italiana († 2020)
- 30 marzo - Claudio Cinini, scenografo italiano
- 30 marzo - Graeme Edge, batterista inglese († 2021)
- 30 marzo - Elio Fontana, politico italiano († 2024)
- 30 marzo - Rubén Garcete, ex calciatore e dirigente sportivo paraguaiano
- 30 marzo - Sven Hamrin, ciclista su strada svedese († 2018)
- 30 marzo - Wolfgang Hofmann, judoka tedesco († 2020)
- 30 marzo - Antonio Maglio, giornalista italiano († 2007)
- 30 marzo - John Mitten, ex calciatore inglese
- 30 marzo - Mario Moriggi, calciatore italiano († 2016)
- 30 marzo - Uwe Mund, direttore d'orchestra austriaco
- 30 marzo - Wasim Sajjad, politico pakistano
- 30 marzo - Lars Svensson, ornitologo svedese
- 30 marzo - Ian Wilson, saggista britannico
- 30 marzo - André de Cortanze, dirigente sportivo, pilota automobilistico e progettista francese
- 31 marzo - Giorgio Bissoli, calciatore italiano († 2007)
- 31 marzo - Ralf D. Bode, direttore della fotografia tedesco († 2001)
- 31 marzo - Bonvi, fumettista italiano († 1995)
- 31 marzo - Valerie Curtin, attrice e sceneggiatrice statunitense
- 31 marzo - Faith Leech, nuotatrice australiana († 2013)
- 31 marzo - Claudio Procesi, matematico italiano